# Кажун

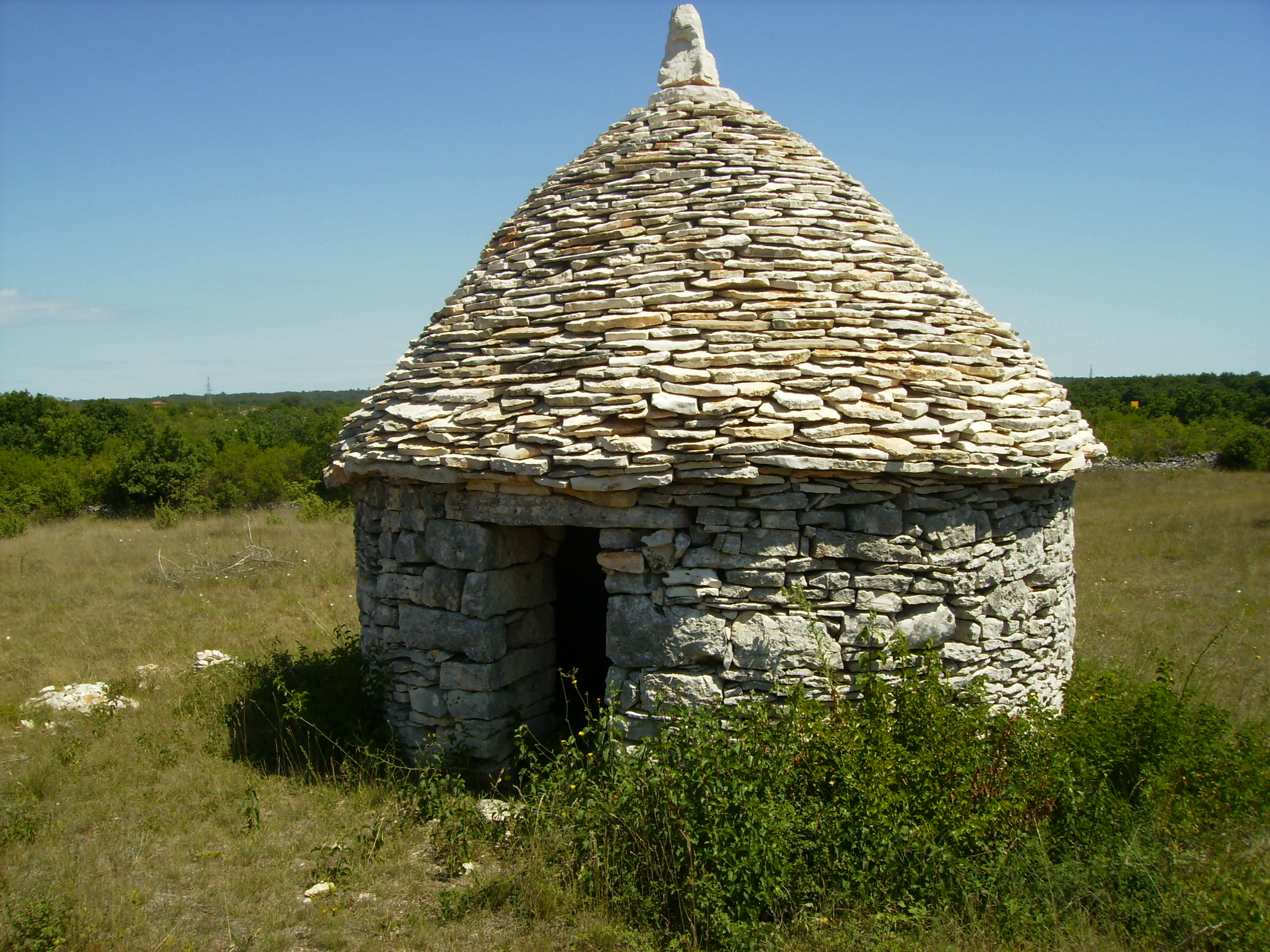
Кажун близ Воднян, Истрия, Хорватия

Кажун (хорв. Kažun, от итал. casa — дом) — традиционное хорватское каменное строение, обычно цилиндрической формы с конической крышей, выполненное методом сухой кладки.
Изначально было жилищем, но впоследствии стало выполнять роль хозяйственной постройки. Сооружается на краю поля, часто без окон, служит в качестве хранилища для сельскохозяйственных инструментов и укрытия в случае непогоды, а также использовалось как пункт для слежения за полем или виноградником непосредственно перед сбором урожая. 
Характерен для Истрии, но в различных вариациях встречается на всём Адриатическом побережье под разными названиями: хорв. komarda, bunja, trim, cemeri, словен. hiška, koča.
Кажун является одним из символов Истрии. Уменьшенная копия кажуна стала одним из популярных туристических сувениров.

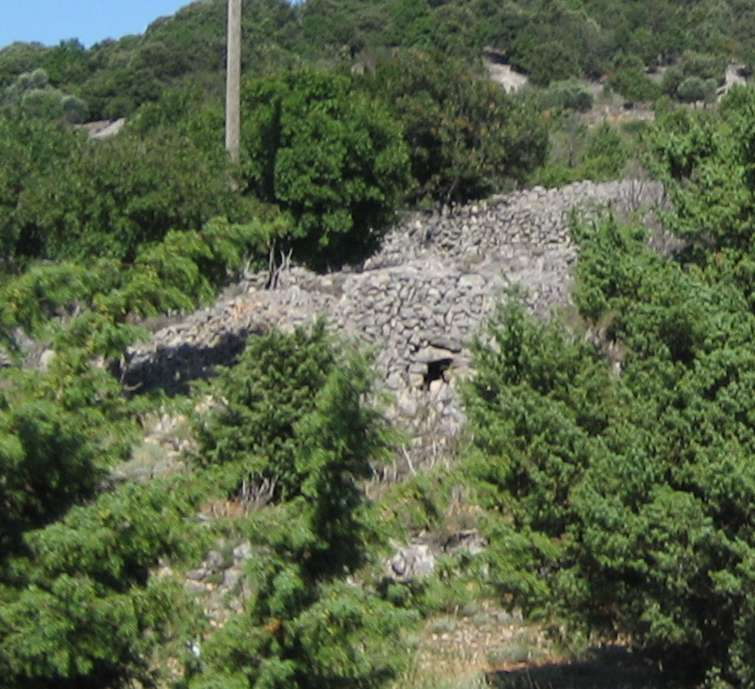
Комарда на острове Црес, залив Кварнер
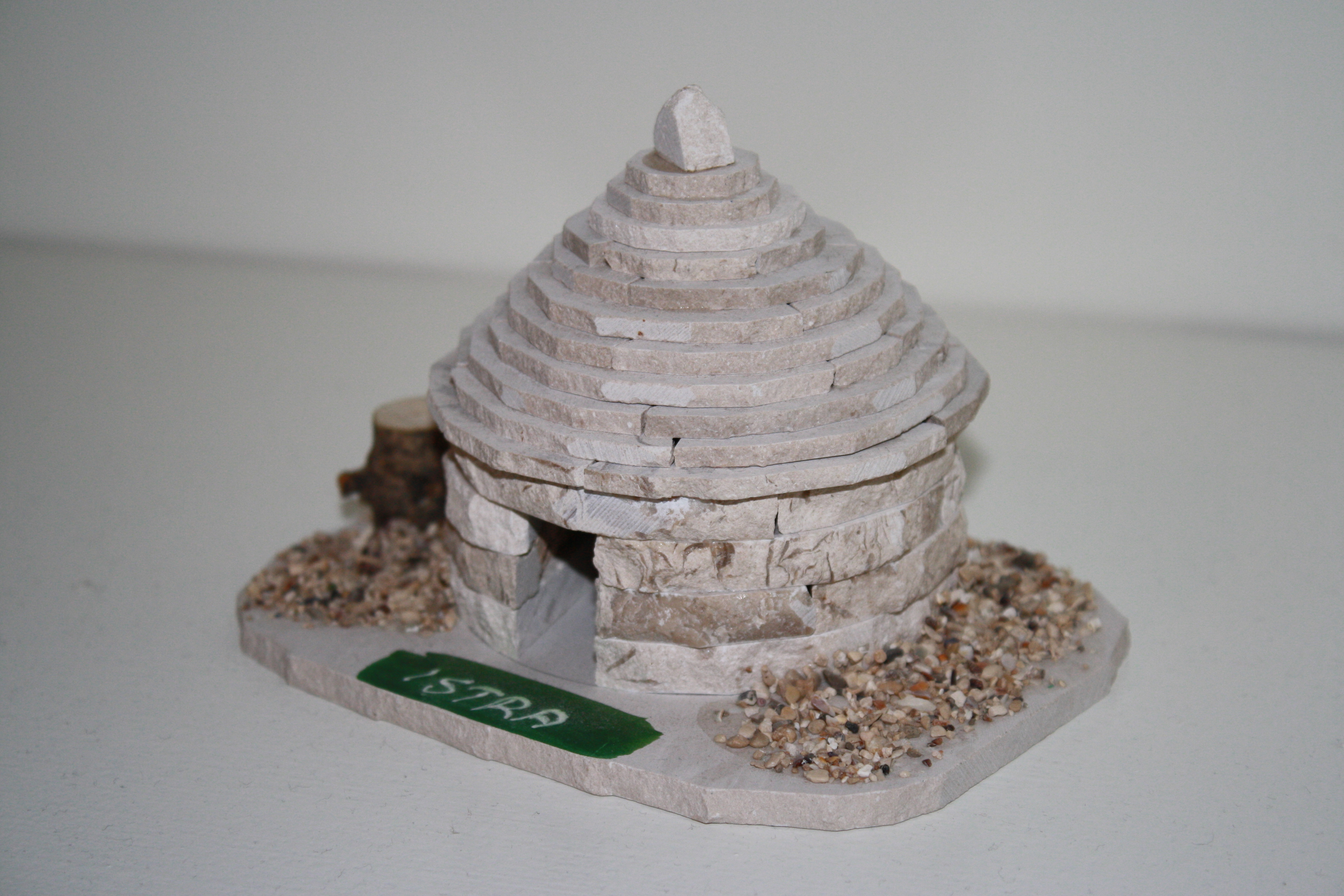
Уменьшенная копия кажуна